# Vertán György
Vertán György (Resicabánya, 1974. április 15. –) üzletember, vállalkozó, a Tigra-csoport tulajdonosa és ügyvezetője.

## Élete és munkássága
Az erdélyi Resicabányán született 1974-ben. Középiskolai tanulmányait már Magyarországon, a szolnoki Verseghy Ferenc Gimnázium speciális matematika osztályában fejezte be. Később az ELTE programozó matematikus szakára járt, ekkor alapította csoporttársaival a ma is működő Tigra Kft-t.
Cége a kezdetekben fénymásolószalonként működött először az ELTE, később a BME kollégiumában,1998-tól már szoftverfejlesztéssel foglalkoztak. A Tigra Kft. 2025-re Magyarország egyik legjelentősebb informatikai vállalatává vált. Budapest mellett Debrecenben, Veszprémben és Szegeden is működik irodájuk, több mint 600 főállású munkavállalót foglalkoztatnak, éves bevételük meghaladja a 20 milliárd forintot. Fő tevékenységi körük a szoftverfejlesztés és IT infrastruktúra üzemeltetés, különös hangsúllyal a kormányzati és pénzügyi szektorban.
Házas, 3 gyermek édesapja. Cégével több társadalmi ügyet is támogat. A Tigra Kft. több évig az Egri Vízilabda Klub névadó főszponzora volt, emellett támogatta a Ferencvárosi Torna Clubot és az FF Karate és Eskrima Sportegyesületet is. A sportszervezetek mellett az oktatás, tehetséggondozás, határon túli magyarság és szociális alapítványok támogatása mellett is elkötelezett. Suhajda Szilárd eltűnésekor egy ismeretlen férfi 100 millió forintot ajánlott fel, hogy mentőexpedíciót indítsanak a hegymászóért. Később derült ki, hogy az adományozó Vertán György volt.

## Díjai, elismerései
- Magyar Arany Érdemkereszt[11] polgári tagozata kitüntetése (2021) - a magyar közigazgatási informatikai rendszerek és digitális közszolgáltatások fejlesztése érdekében végzett munkáért, valamint sokrétű társadalmi, illetve karitatív tevékenység elismeréseként.
- Rotary Mecénás Díj[12] (2020)
- Károli Emlékérem[13]  (2019)
- Magyar Mentősügyért Emlékérem a magyar mentősügyért hosszú időn át végzett, kimagasló tevékenységért[14] (2019)
- Himfy Ferenc díj[15]

## Társadalmi tevékenysége
- A Magyarországi Jézus Társasága Alapítvány elnöke 2020 óta.[16]
- A Tőkés László püspök által alapított Erdélyi Magyar Nemzeti Tanácsért Alapítvány kurátora 2010 óta.
- A Széll Kálmán Alapítvány aktív tagja 2004 évi alakulása óta.
- 1995-ben diákvezetőként a Bokros-csomag elleni egyetemista tüntetés egyik főszervezője volt.

## Személye körüli támadások
2024. november 10-én Magyar Péter, a Tisztelet és Szabadság (TISZA) Párt elnöke rendkívüli sajtótájékoztatót tartott, melyben arról beszélt, hogy illegális módszerekkel hallgatják le. Magyar azt állította, hogy Vertán György alkalmazta cégénél volt feleségét, Varga Judit korábbi igazságügyi minisztert, emellett volt barátnőjének, Vogel Evelinnek pedig lakást biztosít. Varga Judit később megerősítette, hogy valóban a Tigra Kft-nél dolgozik nemzetközi üzletfejlesztési tanácsadóként. Vertán György megerősítette, hogy Vogel Evelin tényleg az ő lakásában lakik, de kiemelte, hogy Vogellel több mint 10 éve barátok, korábban is segítette őt, és a lakáson kívül semmilyen pénzbeli juttatást nem ad neki.